# Daniela (plage)
Pour les articles homonymes, voir Daniela.
Daniela est une plage de la municipalité de Florianópolis, au Brésil. 
Elle se situe au nord-ouest de l'île de Santa Catarina, entre les plages de Praia do Forte et de Barra do Sambaqui, dans le district de Canasvieiras. 
La localité s'est récemment urbanisée et la plage attire autant les habitants de l'île que les touristes.